# 雅典理工学院起义
雅典理工学院起义发生于1973年11月，是一场在希腊雅典的雅典理工学院爆发的大规模反希腊军政府的示威活动。

## 背景
1973年2月21日，针对希腊军政府的第一次大规模公众行动来自学生，当时法律系学生举行罢工，将自己封锁在雅典市中心雅典大学法学院的大楼内，要求废除强制征兵的法律。
一场反独裁的学生运动正在年轻人中兴起，警方对他们使用了残酷的方法和酷刑，以应对威胁。:225-226

## 十一月事件

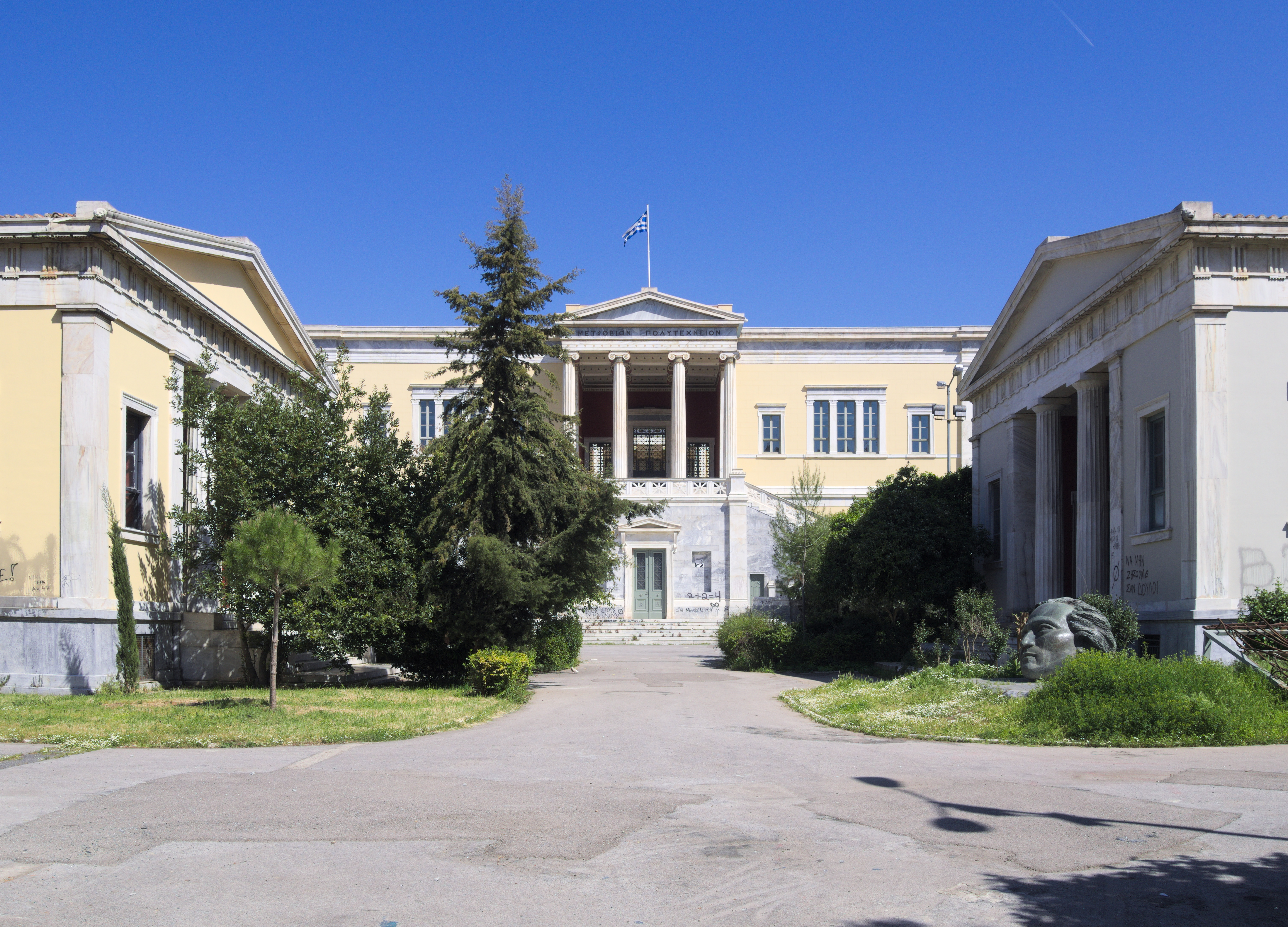
雅典理工大学（原学院）正门

1973年11月14日，雅典理工学院的学生举行罢课，开始抗议军政府（上校政权）。当局袖手旁观时，学生们称自己为“自由的被围困者”（希腊语：Ελεύθεροι∏οιορκημονοτ，来自希腊诗人迪奥尼修斯·索洛莫斯的诗，灵感来自奥斯曼帝国对迈索隆吉翁的围攻）。他们的主要战斗口号是：
面包-教育-自由（Psomí-Paideía-Elefthería）！
一个自发组成的集会决定占领理工学院。两个主要的学生政党，马克思主义亲苏联的A-AFEE和Rigas，没有支持这场运动。:255占领协调委员会（CCO）成立了，但对起义的控制比较松散。:256警察聚集在外面，但没能闯入房屋。:257
在占领的第二天（通常被称为“庆祝日”），成千上万的雅典人涌入学院支持学生。:257设立了一个无线电发射机，当时还是A-EFEE学生和成员的玛丽亚·达玛纳基推广了“面包-教育-自由”的口号。占领的要求是反帝国主义和反北约。:257-259与学生抗议活动结盟的第三方是建筑工人（他们在CCO的基础上成立了一个平行委员会）和迈加拉的一些农民，他们碰巧在同一天在雅典抗议。:263
11月16日星期五，CCO宣布，学生们的目标是推翻军政府。下午，发生了针对邻近部门的示威和袭击。雅典的中央道路关闭，大火爆发，莫洛托夫鸡尾酒（燃烧瓶）被投掷。:270-272学生们将自己封锁起来，并建造了一个广播电台（使用实验室设备），在雅典各地反复广播：
这里是理工学院！这里是理工学院！希腊人民，理工学院是我们和你们斗争的旗手，是我们反对独裁和争取民主的共同斗争！
11月17日早希腊军政府派了一輛AMX-30坦克冲进校门。不久之后，斯皮罗斯·马克齐尼斯的任务是要求乔治斯·帕帕佐普洛斯重新实施戒严令。
军政府倒台后进行的一项官方调查宣布，事件中没有雅典理工学院的学生死亡。然而，有24名平民在校园外被杀。其中包括19岁的米哈埃尔·米罗扬尼斯，据报道被军官尼克劳斯·德尔提利斯枪杀，列奥宁中学的高中生迪奥梅德斯·孔内诺斯和亚历山德罗斯·斯帕提迪斯，以及一名在佐格拉富郊区卷入交火中身亡的五岁男孩。军政府垮台后举行的审判记录记录了起义期间许多平民的死亡，尽管历史研究没有对死亡人数提出质疑，但这仍然是一个政治争议的话题。此外，数百名平民在事件中受伤。

## 遗产

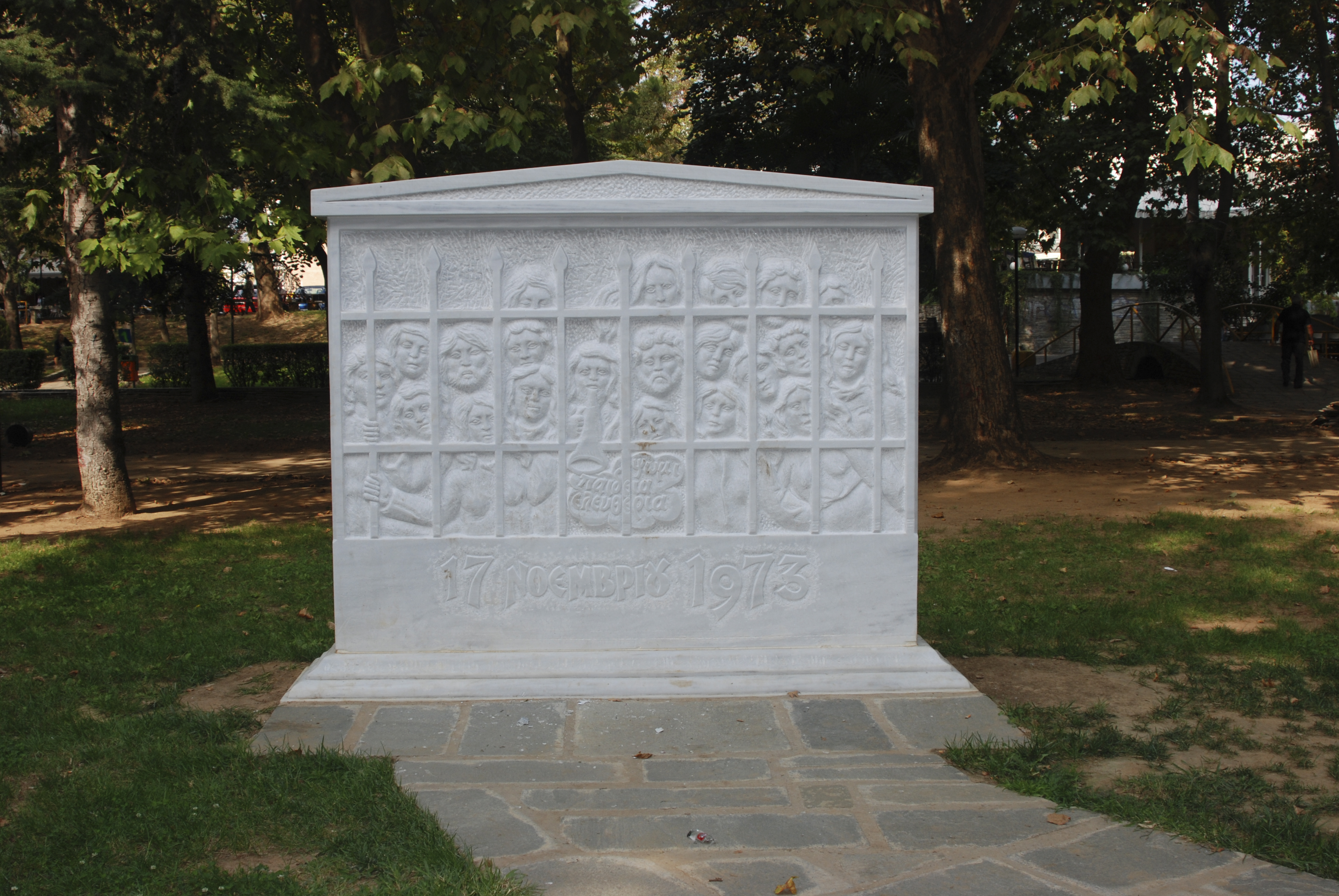
理工学院起义纪念碑

雅典有一年一度的游行纪念起义。1980年，在政府阻止游行者经过美国驻雅典大使馆后，警方杀害了两名抗议者。
学生的斗争也对希腊无政府主义产生了持久的影响。尽管无政府主义者在起义中的影响力相对较小，但他们未实现的愿景在希腊国内成为了无政府主义的战斗口号。现已解散的极左翼组织11月17日革命组织以理工学院起义的最后一天命名。